# Johannes Gönner
Johannes Gönner (* 27. August 1959 in Wien) ist ein österreichischer römisch-katholischer Theologe und Schriftsteller.

## Leben
Johannes Gönner wurde am 27. August 1959 in Wien geboren. Nach der Matura studierte er zunächst von 1977 bis 1978 Mathematik und Physik und sodann katholische Theologie an der Universität Wien. In den Jahren 1981 bis 1983 war er Studentenvertreter der Österreichischen Hochschülerschaft. Während des Studiums war er ein Jahr lang Praktikant in der Pfarre St. Christoph am Rennbahnweg in Wien.
1984 schloss Gönner sein Diplomstudium als Magister Theologiae ab, in diesem Jahr wurde er auch zum Diakon geweiht. Als Diakonatspfarre wählte er die Gemeinde am Allerheiligenplatz in Wien, wo er 1984/85 tätig war. 1985 erfolgte die Priesterweihe. In den Jahren 1985 bis 1989 war er Kaplan in Zellerndorf im Weinviertel. Sodann übersiedelte er in die Pfarre Wien-Mauer, darüber hinaus wurde er Universitätsassistent bei Professor Paul Zulehner am Pastoraltheologischen Institut der Katholisch-Theologischen Fakultät der Universität Wien. Zugleich arbeitete er an seiner Dissertation, in der er sich mit der Situation der osteuropäischen Kirchen im Rahmen des kommunistischen Systems in Polen, der DDR, der Tschechoslowakei und Ungarn auseinandersetzte. 1994 wurde er zum Doktor der Theologie promoviert, im Jahr darauf erschien die gedruckte Version seiner Doktorarbeit im Peter Lang Verlag.
Von 1999 bis 2009 wirkte Johannes Gönner als Pfarrer in Gutenstein. Ab 2004 war er Rektor des Referats für anderssprachige Gemeinden in der Erzdiözese Wien und ab 2009 war er zudem Pfarrer im Bereich der Canisiuskirche am Wiener Alsergrund. Nach Entpflichtung von seinem Amt durch die Erzdiözese Wien trat er am 1. September 2024 als kirchlicher Amtsträger seinen Ruhestand an.

## Literarisches Werk
Nach fünfjähriger Tätigkeit in der Pfarre Canisius erschien 2014 sein erster Roman mit dem Titel „Nichts ist vergessen“ und dem Untertitel „Ein Pfarr-Krimi“. Die Wiener Canisiuskirche ist zum Teil auch Handlungsraum des im Styria Verlag erschienenen Romans. Zwei Jahre danach erschien im Leipziger St. Benno Verlag mit dem Titel „Das geheimnisvolle Kloster“ der nächste Kriminalroman, bei dem – kurz nach Beginn der Flüchtlingskrise 2015/16 – auch Geflüchtete, denen im Bereich der Krimipfarre Zuflucht gewährt wird, eine Rolle spielen. Während der COVID-19-Pandemie erschienen zwischen 2020 und 2022 im St. Benno Verlag drei weitere Kriminalromane von Johannes Gönner. 2024 folgte neuerlich ein Kriminalroman. Bei allen bislang erschienenen Romanen handelt es sich um Pfarrkrimis.

## Schriften

### Wissenschaftliche Publikationen
- Laboranti angusta, amanti lata. Mt 7, 13–14 in der Auslegung der Kirchenväter. Universität Wien, Diplomarbeit, Wien 1984.
- Die Stunde der Wahrheit. Eine pastoraltheologische Bilanz der Auseinandersetzung zwischen den Kirchen und dem kommunistischen System in Polen, der Deutschen Demokratischen Republik, der Tschechoslowakei und Ungarn. Universität Wien, Dissertation, Wien 1994.
- Die Stunde der Wahrheit. Eine pastoraltheologische Bilanz der Auseinandersetzung zwischen den Kirchen und dem kommunistischen System in Polen, der DDR, der Tschechoslowakei und Ungarn. Lang Verlag, Frankfurt am Main/Berlin u. a. 1995 (= Forschungen zur praktischen Theologie 14), ISBN 3-631-48529-8.

### Kriminalromane
- Nichts ist vergessen. Ein Pfarr-Krimi. Styria Verlag, Wien/Graz/Klagenfurt 2014, ISBN 978-3-222-13450-0.
- Das geheimnisvolle Kloster. Kriminalroman. St. Benno Verlag, Leipzig 2016, ISBN 978-3-7462-4602-4.
- Der brennende Kelch. Kriminalroman. St. Benno Verlag, Leipzig 2020, ISBN 978-3-7462-5715-0.
- Die Prophetin der letzten Tage. Kriminalroman. St. Benno Verlag, Leipzig 2021, ISBN 978-3-7462-5924-6.
- Die Michelangelo-Verschwörung. Kriminalroman. St. Benno Verlag, Leipzig 2022, ISBN 978-3-7462-6292-5.
- Kreta sehen und sterben. Kriminalroman. St. Benno Verlag, Leipzig 2024, ISBN 978-3-7462-6603-9.